# Indon
Indon (ros. Индон) – miejscowość (uczastok) w Rosji, w obwodzie irkuckim, w rejonie czeremchowskim. W 2010 liczyła 48 mieszkańców.